# Hitchcock d'or
Le Hitchcock d'or est la récompense suprême décernée par le jury officiel du Festival du film britannique de Dinard. Elle est accordée au meilleur film de la sélection officielle, élu parmi ceux en compétition.

## Palmarès
| Année | Film                                                  | Réalisateur           |
| ----- | ----------------------------------------------------- | --------------------- |
| 1991  | The Grass Arena                                       | Gillies MacKinnon     |
| 1992  | Edward II                                             | Derek Jarman          |
| 1993  | The Cement Garden                                     | Andrew Birkin         |
| 1994  | Petits meurtres entre amis (Shallow Grave)            | Danny Boyle           |
| 1995  | Les Drôles de Blackpool (Funny Bones)                 | Peter Chelsom         |
| 1996  | Jude                                                  | Michael Winterbottom  |
| 1997  | The Full Monty                                        | Peter Cattaneo        |
| 1998  | Comme un garçon (Get Real)                            | Simon Shore (en)      |
| 1999  | Human Traffic                                         | Justin Kerrigan       |
| 2000  | Billy Elliot                                          | Stephen Daldry        |
| 2001  | The Warrior                                           | Asif Kapadia          |
| 2002  | Bloody Sunday                                         | Paul Greengrass       |
| 2003  | La Jeune Fille à la perle (Girl with a Pearl Earring) | Peter Webber          |
| 2004  | Dead Man's Shoes                                      | Shane Meadows         |
| 2005  | In My Father's Den (en)                               | Brad McGann (en)      |
| 2006  | London to Brighton                                    | Paul Andrew Williams  |
| 2007  | My Name Is Hallam Foe                                 | David Mackenzie       |
| 2008  | Boy A                                                 | John Crowley          |
| 2009  | White Lightnin'                                       | Dominic Murphy        |
| 2010  | We Want Sex Equality (Made in Dagenham)               | Nigel Cole            |
| 2010  | Treacle Jr. (en)                                      | Jamie Thraves (en)    |
| 2011  | Tyrannosaur                                           | Paddy Considine       |
| 2012  | Shadow Dancer                                         | James Marsh           |
| 2013  | Le Géant égoïste (The Selfish Giant)                  | Clio Barnard          |
| 2014  | The Goob                                              | Guy Myhill            |
| 2015  | Sauvages (Couple in a Hole)                           | Tom Geens             |
| 2016  | Sing Street                                           | John Carney           |
| 2017  | Seule la terre (God's Own Country)                    | Francis Lee           |
| 2018  | Jellyfish                                             | James Gardner         |
| 2019  | The Keeper                                            | Marcus H. Rosenmüller |
| 2020  | édition annulée                                       | édition annulée       |
| 2021  | Limbo                                                 | Ben Sharrock (en)     |
| 2022  | Emily                                                 | Frances O'Connor      |
| 2023  | Silver Haze (en)                                      | Sacha Polak           |
| 2024  | September & July (September Says)                     | Ariane Labed          |